# Cadrod Calchfynedd
Cadrod Calchfynedd (latino: Catrotius; inglese: Cadred; 507 circa) regnò sul Calchfynedd nella Britannia, che prima era conosciuto come Cynwydion.
Il suo regno è uno dei più misteriosi tra i primi reami di Britannia.
Il nome, letteralmente, significa montagne di gesso o colline del calcare. W.F. Skene ha argomentato in maniera anche convincente, che questo si riferisce all'area di Kelso, nella Scozia meridionale. L'antica poesia in lingua gallese che questo regno si trovava nel sud del Powys. Successive descrizioni di Cadrod, che lo definiscono come Earl di Dunstable e signore di Northampton mostrano che si riteneva comunemente che fosse vissuto nel Chilterns. Calchfynedd potrebbe dunque essere stato quel regno poi conquistato dai sassoni e conosciuto con il nome di Chilternset.
Cadrod era figlio di Cynwyd Cynwydion e sposò Gwrygon Goddeu, una delle molte figlie di re Brychan del Brycheiniog. Divennero parenti di re Yspwys, nonni di Yspwys Mwyntyrch e antenati diretti per linea maschile della dinastia reale dei Tudor.

## Fonti
- Early British Kingdoms, su earlybritishkingdoms.com.